# 사데그 모하라미
사데그 모하라미 게트가사리(페르시아어: صادق محرمی, Sadegh Moharrami Getgasari, 1996년 3월 1일 ~ )는 이란의 축구 선수로, 현재 크로아티아 프르바 HNL의 GNK 디나모 자그레브에서 라이트 백으로 활약하고 있다.